# NGC 3347
NGC 3347 é uma galáxia espiral barrada (SBb) localizada na direcção da constelação de Antlia. Possui uma declinação de -36° 21' 12" e uma ascensão recta de 10 horas, 42 minutos e 46,6 segundos.
A galáxia NGC 3347 foi descoberta em 1 de Maio de 1834 por John Herschel.